# Wappen der Provinz Cáceres

Wappen der Provinz Cáceres vom 28. November 2013

Das Wappen der Provinz Cáceres wurde am 28. November 2013 von der Abgeordnetenversammlung der Provinz angenommen und veröffentlicht. Es wurde vom Heraldiker Abelardo Muñoz Sánchez (* 1933; † 4. November 2020 in Cáceres), Mitglied der Real Academia Matritense de Heráldica y Genealogía und des Instituts für Heraldik und Genealogie der Extremadura, entworfen. Dabei stützte er sich auf Studien, die bereits 1975 von Antonio Floriano Cumbreño im Auftrag des damaligen Präsidenten der Provinz, Jaime Velázquez, und später 1981 vom offiziellen Chronisten der Provinz (seit Juni 2012), Santos Benítez Floriano, unternommen wurden. Es repräsentiert sechs natürliche Gemarkungen (Comarcas) der Provinz, nämlich Alcántara, Cáceres, Coria, Navalmoral de la Mata, Plasencia und Trujillo in Form eines quadrierten Schildes mit eingepfropfter Spitze und Herzschild.

## Beschreibung
In der Heraldik werden die Bezeichnungen rechts und links grundsätzlich aus der Sicht der Person verwendet, die den Schild vor sich her tragen würde, also entgegengesetzt zur Sicht des Betrachters.
- Im ersten Feld steht in Silber ein schwarz vermauerter, zweistöckiger, silberner Turm mit roten Öffnungen für Fenster und Tor, begleitet von zwei grünen Bäumen auf grüner Landschaft, und zwar rechts von einer Kastanie und links von einer Kiefer. Dieses Feld repräsentiert Plasencia.[4]

- Im zweiten Feld steht in Rot ein goldener, ebenso gezungter und gekrönter, aufrechter Löwe. der blaue Rand des Feldes ist mit acht goldenen, schwarz vermauerten Kastellen belegt, die blaue Fenster- und Toröffnungen besitzen. Dieses Feld steht für Coria.
- Im dritten Feld steht in Blau ein goldener Maulbeerbaum mit purpurnen Früchten, begleitet rechts von einer silbernen Glocke und links von einem silbernen Jagdhorn. Das Feld steht für Navalmoral de Mata.
- Im vierten Feld steht in Silber ein grünes Lilienkreuz. Es steht für den Südosten der Provinz mit Alcántara.
- Die eingepfropfte Spitze zeigt in Silber eine rote, schwarz vermauerte, zweitürmige Zinnenmauer, darüber ein Abbild der Jungfrau Maria mit dem Jesuskind, umgeben von ihrem blauen Mantel und einem goldenen Strahlenkranz. Diese Spitze repräsentiert Trujillo.
- Der Herzschild ist von Rot und Silber gespalten. Rechts steht in Rot ein goldenes, schwarz vermauertes Kastell mit blauen Fenster- und Toröffnungen, links in Silber ein purpurner, rot bewehrter und gezungter, golden gekrönter, aufrechter Löwe. Der Herzschild steht für die Provinzhauptstadt Cáceres.

## Historische Herkunft der Wappenbestandteile
1. Das Wappen von Plasencia geht auf das Jahr 1186 zurück, als König Alfons VIII. von Kastilien an dieser Stelle eine Festung am Fluss Tajo erbauen ließ, die sowohl die Grenze Kastiliens zu León als auch zu den noch von den Mauren kontrollierten Gebieten sichern sollte. Der Turm im Wappen symbolisiert die errichteten Festungsmauern, deren Bau erst 1201 nach langwierigen Kämpfen mit dem Almohaden-Kalifen Abū Yūsuf Yaʿqūb al-Mansūr abgeschlossen werden konnte.[5] Die Esskastanie steht für die jahrhundertealten Kastanienwälder in der Umgebung von Plasencia.[6]
2. Der aufrechte, gekrönte Löwe geht auf das Wappen des Königreichs León zurück, denn hier es war Alfons VII. von León, der im Juni 1142 die Stadt nach Belagerung von den Mauren eroberte.[7] Die acht Kastelle bezeichnen gemäß dem Historiker Juan Pedro Moreno Carrasco die acht Festungen, die das Gebiet von Coria beschützten: La Almenara, Marmionda, La Atalaya, Godos, Racha-Rachel, Ramiro, La Milana und San Juan de Mascoras[8].
3. Der Maulbeerbaum (moral) ist ein sprechendes Symbol für Navalmoral, die Glocke erinnert an die Gemeinde La Campana de la Mata, zu der Navalmoral gehörte und die vom 14. Jahrhundert bis 1855 bestand.[9]
4. Das grüne Lilienkreuz ist das Symbol des Ritterordens von Alcántara, der unter dem Namen Orden de San Julián del Pereiro um 1176 von Ferdinand II. von León gegründet und am 29. Dezember 1176 von Papst Alexander III. unter seinen Schutz gestellt wurde. Nach der endgültigen Eroberung Alcántaras von den Almohaden 1213 durch Alfons IX. von León übersiedelte der Orden de San Julián Pereiro in diese Stadt und benannte sich am 16. Juli 1218 um.[10] Die Geschichte des Ordens endet 1522.
5. Die zweitürmige Mauer mit dem Abbild der Jungfrau Maria erinnert an eine legendäre Erscheinung bei der endgültigen Eroberung Trujillos von den Mauren am 25. Januar 1232 durch Fernán Gutiérrez de Castro.[11] Beim Erstürmen des Haupttores von Trujillo soll über dem Tor die Jungfrau Maria erschienen sein, was bei den Verteidigern ein derartiges Entsetzen auslöste, dass die christlichen Truppen die Mauern der Stadt mit Leichtigkeit einnehmen konnten.[12]

Provinzwappen von Cáceres (1833–2013; Anm. Zunge und Krallen des Löwen müssten rot sein)

6. Provinzwappen von Cáceres (1833–2013; Anm. Zunge und Krallen des Löwen müssten rot sein)Das goldene Kastell und der purpurne Löwe des Herzschilds stammen aus den Wappen der Königreiche Kastilien und León. Königin Isabella I. verfügte am 9. Juli 1477, dass Cáceres dieses vereinigte Wappen für alle Zeit führen solle.[13] Vorher gab es einen Dualismus der Wappen. Die alteingesessene Bevölkerung führte seit dem 23. April 1229 den von König Alfons IX. von León verliehenen purpurnen Löwen, die seit der Regierung Ferdinand IV. von Kastilien zugezogenen Bürger das goldene Kastell auf rotem Grund.

## Vorgängerversion
Bei der Schaffung der spanischen Provinzen durch das königliche Dekret vom 30. November 1833 wurde als Provinzwappen (wie auch in Badajoz) dasjenige der Hauptstadt verwendet. Cáceres hatte den Wettstreit um diese Funktion gegen Plasencia gewonnen. Dieser Beschluss galt bis zum 28. November 2013. So erschien dieses Wappen auch am 31. Oktober 1962 auf einer Briefmarke, die als zehnte einer Markenserie mit dem Titel Escudos provinciales españoles herauskam.